# Бобровский, Стефан
Сте́фан Бобро́вский (пол. Stefan Bobrowski; 17 января 1840 — 12 апреля 1863) — польский революционер, один из первых руководителей восстания 1863 года.

## Биография
Родился в семье Юзефа Бобровского и Теофилии Биберштейн-Пилховой. Имел шесть братьев и сестер, одна из которых, Эвелина Бобровская (в замужестве Корженевская), была матерью в будущем известного писателя Джозефа Конрада, который, соответственно, приходился племянником Стефану. С 1852 учился в гимназии в Немирове, а с 1854 — в Петербурге. Поступил на философский факультет Санкт-Петербургского университета, но проучился только два года.
Завязал контакты с польскими заговорщиками. В 1860 году переехал в Киев, где работал в тайной организации, подготавливавшей восстание (Тройницком союзе), и организовал нелегальную типографию. В 1862 году вошел в состав Центрального национального комитета, как его представитель вёл переговоры с русскими революционерами из «Земли и воли» в Москве. Был одним из организаторов Провинциального комитета на Руси. Разрабатывал печать и флаг Национального правительства, принятый после начала мятежа.

### Деятельность во время восстания
1 января 1863 года прибыл в Варшаву. 3 января, участвуя в тайном совещании ЦНК, Бобровский был в числе проголосовавших за начало вооруженного мятежа, в то же самое время являясь одним из немногих, кто понимал, что без серьезной поддержки крестьянства и помощи европейских стран — оно обречено на провал. Выступил против назначения Людвика Мерославского диктатором, тем не менее не смог предотвратить это. С началом восстания Стефан Бобровский стал его фактическим руководителем (до прибытия Мерославского), войдя в качестве председателя в первый состав Национального правительства (действовал до 17 февраля 1863).
После недолгого диктаторства и бегства Людвика Мерославского Бобровский выступил за полное упразднение данной должности. Однако 11 марта 1863 года, опасаясь конфликта с «белыми» и раскола в руководстве восстанием, был вынужден на официальном уровне признать диктатуру их ставленника — Мариана Лангевича (до 19 марта 1863). Тем не менее, после бегства и ареста последнего австрийцами — 20 марта 1863 года, Бобровский вошел в качестве председателя во второй состав Национального правительства, в котором одним из первых своих указов объявил, что более диктаторы восстания выбираться или назначаться не будут.

### Смерть
Вскоре после 20 марта Стефан Бобровский, выехав в Краков, вступил там в прямой конфликт с бывшим офицером прусской армии и представителем «белых» графом Адамом Грабовским. Последний узнал о письме Бобровского генералу Юзефу Высоцкому, в котором председатель Национального правительства просил генерала повлиять на белых, и помимо всего прочего нелестно отозвался о Грабовском, который, по мнению Бобровского, присвоил себе часть денежных средств, выделенных на покупку огнестрельного оружия для повстанцев за рубежом. Оскорбленный Грабовский вызвал Стефана на дуэль, которая состоялась 12 апреля 1863 года в Лащинском лесу у города Равич. С детства страдающий серьезной степенью близорукости, Стефан Бобровский не имел почти никаких шансов победить и погиб на месте от огнестрельного ранения в грудь.
Стефан Бобровский был похоронен в селе Лощин (ныне Великопольское воеводство, Польша).